# Александър Обренович
Александър Обренович (на сръбски: Александар Обреновић) е крал на Сърбия от 1889 до 1903 година, последният от династията на Обреновичите.

## Управление
Александър Обренович е син на крал Милан Обренович и кралица Наталия. Обявен е за крал при абдикацията на баща си на 22 февруари (6 март нов стил) 1889 година, когато е едва 12-годишен. През следващите четири години от негово име управлява регентство начело с либерала Йован Ристич. Сръбският парламент инструктира правителството да изпрати в изгнание и кралицата-майка Наталия.

### Личен режим
На 1 (13) април 1893 година, макар все още на 16, Александър се обявява за пълнолетен, отстранява регентството и скоро след това установява личен режим. Първоначално управлява с помощта на Радикалната партия, но в началото на 1894 година уволнява нейното правителство и фактически суспендира Скупщината. През май 1894 година отменя конституцията от 1888 година и възстановява предишната, която дава на монарха надмощие над парламента. Изборите през 1895 година излъчват Скупщина без участието на либерали и радикали, напълно предана на краля.
През следващите години Александър управлява чрез послушните му правителства на Владан Джорджевич и Димитрие Цинцар-Маркович. Покушение срещу баща му (който е фактически негов съуправител) през юли 1899 година му дава повод за репресии срещу водачите на най-силната партия – Радикалната. Помирява се с част от тях, след като през април 1901 година прокламира нова конституция с двукамарен парламент. Размирици в Белград през пролетта на 1903 година го подтикват да суспендира, макар и за кратко, и тази конституция.

### Политика по Македонския въпрос
Външната политика на Сърбия при крал Александър Обренович е насочена към прокарване на сръбско културно и политическо влияние в Македония, намираща се под властта на Османската империя. Сръбските правителства работят за установяване на сръбски владици и училища в македонските вилаети, а по време на Критското въстание от 1896 – 1897 година искат територии от империята. От това желание ги отклонява българското правителство начело с Константин Стоилов. През февруари 1897 година крал Александър Обренович посещава София и тогава е подписана българо-сръбска спогодба, с която двете страни се задължават да съгласуват действията си в назряващата гръцко-турска война.

### Убийство
През 1900 година Александър се жени за Драга Машин. Бракът е крайно непопулярен и води до конфликт между него и родителите му.
Крал Александър Обренович е убит в двореца си през нощта на 28 срещу 29 май (11 юни нов стил) 1903 година от офицери, привърженици на Петър Караджорджевич.